# Organo-iridiumchemie

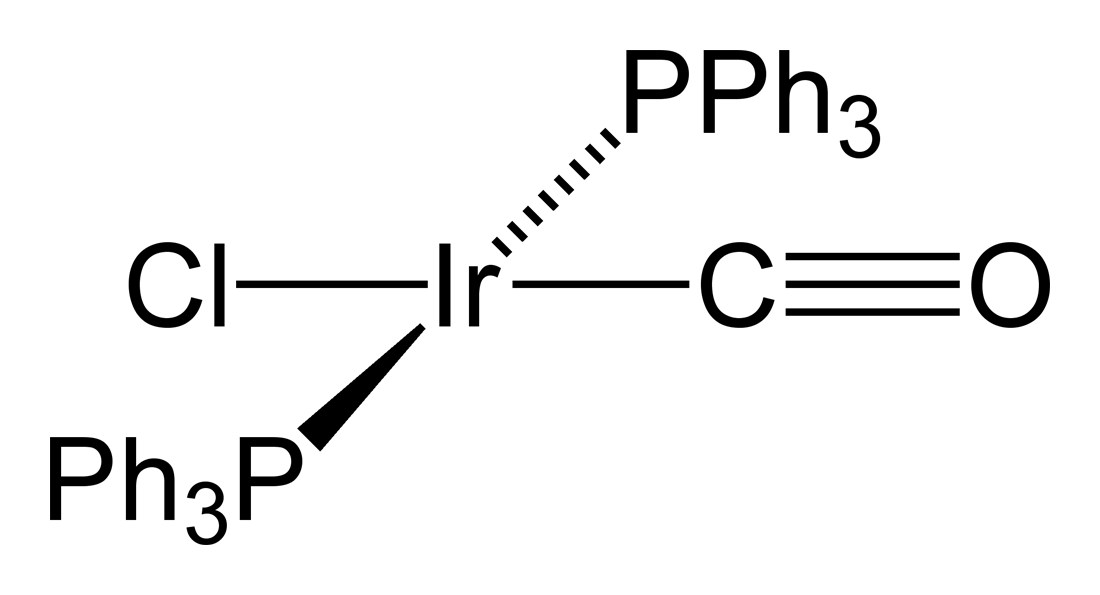
Structuurformule van Vaska's complex.

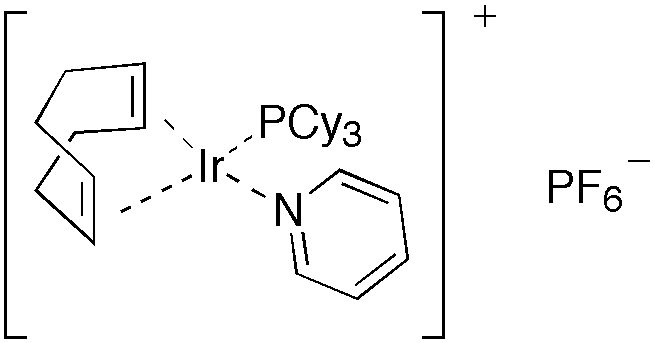
Structuurformule van de Crabtree-katalysator.

Structuurformule van Ir(mppy)_{3}.

In de strikte zin bestudeert de organo-iridiumchemie verbindingen waarin een directe binding bestaat tussen koolstof en iridium. In een ruimere betekenis worden ook reacties in de organische chemie bestudeerd, waarin iridium een essentiële rol speelt.

## Verbindingen
In verbindingen met een iridium-koolstofbinding wordt iridium aangetroffen met oxidatiegetallen van 0 tot +V. Veel organo-iridiumverbindingen worden gesynthetiseerd op basis van pentamethylcyclopentadienyliridiumdichloridedimeer.

### Ir(0)-verbindingen
Iridium bezit in Ir4(CO)12 valentie 0. Deze verbinding is de meest stabiele en gangbare binaire iridium-carbonylverbinding. In deze stof is elk van de iridiumatomen aan de andere drie iridiumatomen gekoppeld, waardoor een tetraëdrische cluster ontstaat.

### Ir(I)-verbindingen
Een aantal van de Ir(I)-verbindingen zijn opvallend genoeg om naar hun ontdekkers vernoemd te worden. Een voorbeeld is Vaska's complex, IrCl(CO)[P(C6H5)3]2, dat een opmerkelijke eigenschap met hemoglobine deelt: het reversibel kunnen binden van O2. Een andere verbinding, de Crabtree-katalysator, is een homogene katalysator voor hydrogeneringsreacties. Iridium(I)complexen zijn enerzijds vlakke vierkanten, maar zijn anderzijds d8-complexen, met in totaal 16 valentie-elektronen. Deze combinatie vormt de achtergrond voor de opmerkelijke reactiviteit.

## Toepassingen
De voornaamste toepassing van organo-iridiumverbindingen is als katalysator in het Cativa-proces: de carbonylering van methanol tot azijnzuur. Iridium treedt hier in competitie met rodium voor dergelijke reacties op grote schaal. De reden hiervoor is de lagere kosten voor het productieproces.
In academische laboratoria worden iridiumcomplexen veelvuldig gebruikt en bestudeerd vanwege de zogenaamde koolstof-waterstofactivering. Dergelijke reacties worden evenwel niet gebruikt in commerciële processen. Iridiumcomplexen zijn verder van belang bij hydrogeneringen.